# Svavelsparv
Svavelsparv (Emberiza sulphurata) är en sparv inom familjen fältsparvar, som förekommer i Östasien.

## Utseende

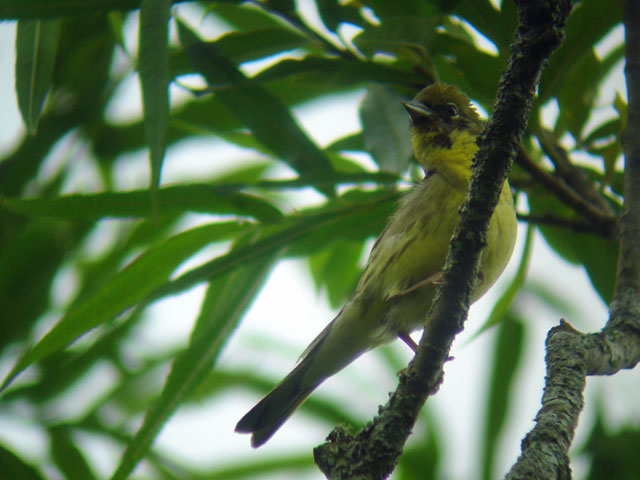

Fågeln mäter 13-14 cm, har konisk, grå näbb, rosabruna fötter och mörka ögon. De har gult och olivgrönt huvud, strupe och bröst och ljus undergump. Kroppsidan är fint mörkstreckad. Manteln är vattrad i brunt, oliv och svart medan vingovansidan är brun och svartstreckad med dubbla vita vingband. Stjärten är mörk med vita yttre stjärtpennor. De har även en ljus orbitalring. Könen går att skilja på att hanen har svart tygel där det svarta sträcker sig runt om näbbroten och honans undersida är ljusare. Under första vintern är de mer gulbrun på huvud och bröst.

## Utbredning och systematik
Sparven häckar endast i Japan och är där ovanlig. Den finns huvudsakligen på den största ön, Honshu, men också på Kyushu och har möjligen tidigare häckat även på Hokkaido. Den återfinns på mellan 600 och 1500 m höjd, huvudsakligen på centrala och norra Honshu. Några fåglar övervintrar i de varmare delarna av Japan, men de flesta flyttar längre söderut. De har rapporterats från Filippinerna, Taiwan, Hongkong och sydöstra Kina, men är överallt ovanliga. 

### Släktestillhörighet
Arten placeras traditionellt i släktet Emberiza, men vissa auktoriteter delar upp detta i flera mindre släkten. Svavelsparven förs då tillsammans med exempelvis sävsparv och videsparv till Schoeniclus.

## Ekologi

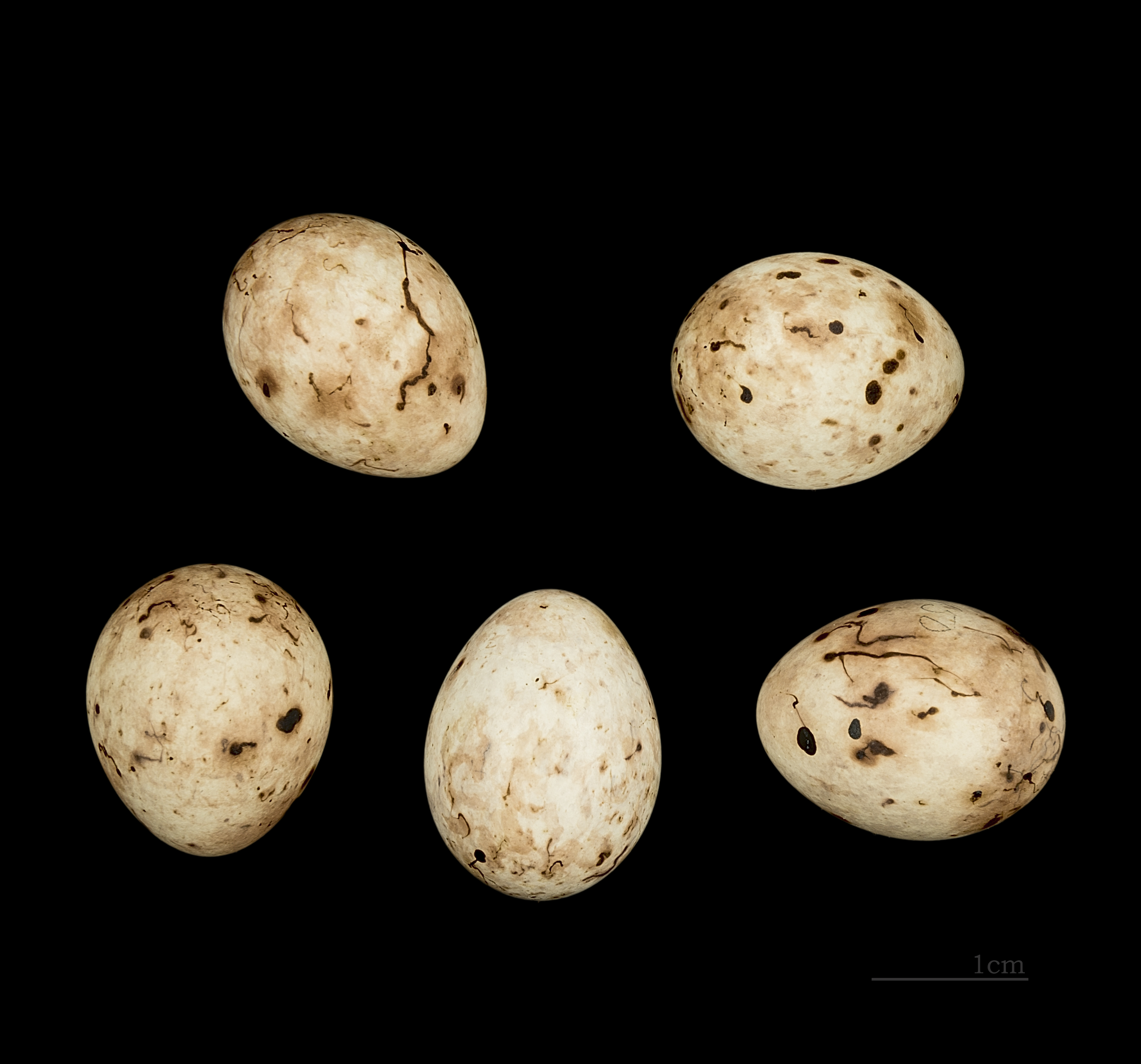
Ägg från svavelsparv.

Häckningssäsongen är från mitten av maj till början av juli. Boet byggs lågt i en buske. Tre till fem ägg läggs. Fågeln vistas vintertid i skogsmarker, buskmarker, gräsmarker och jordbruksmarker.

## Status
Arten har ett stort utbredningsområde och beståndet anses stabilt. Internationella naturvårdsunionen IUCN listar den därför som livskraftig (LC).

### Övriga källor
- Mark Brazil (2009) Birds of East Asia, Helm Field Guide, A&C Black Publishers, London, sid:408-409, ISBN 978-0-7136-7040-0